# 淡蓝梅花雀
淡蓝梅花雀（学名：Glaucestrilda caerulescens），是梅花雀科梅花雀属的一种，分布于几内亚、尼日尔、冈比亚、科特迪瓦、马里、加纳、中非共和国、尼日利亚、利比里亚、贝宁（引进种）、几内亚比绍、美国、布基纳法索、塞内加尔、多哥、喀麦隆和乍得。全球活动范围约为619,000平方千米。该物种的保护状况被评为无危。
淡蓝梅花雀的平均体重约为8.4克。栖息地包括干燥的稀树草原、耕地、亚热带或热带的（低地）干燥疏灌丛和牧草地。